# Малый Полуярославский переулок
Ма́лый Полуяросла́вский переу́лок — улица в центре Москвы в Таганском районе между Мельницким и Большим Полуярославским переулками.

## Происхождение названия
Название XIX века, данное по суконной фабрике купца И. М. Полуярославцева, находившейся здесь в первой половине XVIII века. Ранее назывался Тупой переулок.

## Описание
Малый Полуярославский начинается от Мельницкого переулка и проходит на юго-восток до Большого Полуярославского переулка.

## Здания и сооружения

### По нечётной стороне
- № 1/8, стр. 2 — начальная школа — детский сад № 1835. Здание построено в 2016 году по проекту «Архитектурного бюро Асадова» по заказу частной «Школы сотрудничества» (архитекторы А. А. Асадов, А. Гераскина, П. Белкова, при участии Ю. Шалетри и А. Евтух). Два крыла, в плане перпендикулярные друг другу, имеют разноуровневые крыши и идут уступами. Фасады частично отделаны пёстрой терракотовой плиткой, частично покрыты штукатуркой кремового цвета. Оконные наличники созданы на основе образцов из «виртуального музея наличников» фотографа Ивана Хафизова[2].
- № 3/5, стр. 1 — Гильдия российских адвокатов.
- № 3/5 — Нижинский театр; Российская академия адвокатуры; Центр государственного санитарно-эпидемиологического надзора ГУВД Москвы.
- № 3 — Московский центр пожарной безопасности (МЦПБ).

### По чётной стороне
- Территория бывшей усадьбы Усачёвых — Найдёновых.